# Уасель
Уасель (фр. Oissel) — город на севере Франции, регион Нормандия, департамент Приморская Сена (Seine-Maritime), округ Руан, кантон Сент-Этьен-дю-Рувре (Saint-Etienne-du-Rouvray). Пригород Руана, расположен в 13 км к югу от центра города, на противоположном берегу Сены, внутри одного из её меандров, в 2 км от автомагистрали А13 «Нормандия». Один из многочисленных городов-спутников Руана, входит в состав Метрополии Руан-Нормандия. На востоке коммуны находится железнодорожная станция Уасель линии Париж-Гавр.
Население (2018) — 12 102 человека.

## Достопримечательности
- церковь Святого Мартина (eglise Saint-Martin) XIX века;
- усадьба Ла-Шапель (Manoir de La Chapelle) XVI века;
- замок Шато де ля Маркиз де ля Перрёз (Château de la Marquise de la Perreuse) с большим парком-дендрарием, где представлены: араукария (сосна чилийская), тюльпановое дерево (лириодендрон тюльпановый), ликвидамбар (амбровое дерево), платан, тисс, церцис европейский (багряник европейский, Иудино дерево), бук обыкновенный, бук пурпурный, граб, ясень, лиственница, липа обыкновенная и липа войлочная (пушистая, серебристая), различные клёны, дуб, каштан посевной (съедобный) и каштан конский, берёза повислая, осина, гинкго билоба (гинкго двулопастный), софора японская, жимолость японская, разные виды магнолий, катальпа, черёмуха, алыча, райские яблони, грецкий орех и лесной орешник (лещина обыкновенная), кедр, кипарис, туя, секвойя гигантская, глициния, форзиция, сакура (вишня мелкопильчатая), тамарикс, рододендрон, пампасная трава (кортадерия) и др. растения;
- замок Шато де Рош (chateau de Roches) с парком: замок перестроен в 1860-х, в 19 в. там жили инвалиды войны, а ныне здесь профессиональная школа для взрослых, имеющих инвалидность;
- панорама с холма, на котором (ниже) расположен замок Шато де Рош (см. выше): видна Сена, соседний городок Турвиль-ля-Ривьер (Tourville-la-Riviere) и озёра в прилегающей к нему деревне Bedanne;
- длинный мост через Сену, ведущий в соседний Турвиль-ля-Ривьер (Tourville-la-Riviere): с моста красивые виды, особенно во время отлива;
- старая голубятня, стилизованная под мельницу (avenue Charles de Gaulle).

## Экономика
Структура занятости населения:
- сельское хозяйство — 0,1 %
- промышленность — 7,9 %
- строительство — 6,3 %
- торговля, транспорт и сфера услуг — 30,2 %
- государственные и муниципальные службы — 55,6 %

Уровень безработицы (2017) — 16,5 % (Франция в целом —  13,4 %, департамент Приморская Сена — 15,3 %). 

Среднегодовой доход на 1 человека, евро (2018) — 27 830 (Франция в целом — 21 730, департамент Приморская Сена — 21 140).

## Демография
Динамика численности населения, чел.

## Администрация
Пост мэра Уаселя с 2014 года занимает коммунист Стефан Барре (Stéphane Barré). На муниципальных выборах 2020 года возглавляемый им список коммунистов победил в 1-м туре, получив 76,71 % голосов.
| Период | Период | Фамилия         | Партия                  | Примечания                                                                              |
| ------ | ------ | --------------- | ----------------------- | --------------------------------------------------------------------------------------- |
| 1970   | 1977   | Адриен Корвесье |                         |                                                                                         |
| 1977   | 1982   | Пьер Тутен      | Коммунистическая партия | учитель, профсоюзный активист                                                           |
| 1982   | 2014   | Тьерри Фуко     | Коммунистическая партия | оператор химического производства, член Регионального совета Верхней Нормандии, сенатор |
| 2014   |        | Стефан Барре    | Коммунистическая партия | призер чемпионата мира по гребле, член Совета департамента                              |

## Города-побратимы
- Шептон-Маллет[англ.], Великобритания
- Андертен[нем.], Германия
- Тауланару, Мадагаскар